# 크리스 엘리엇
크리스 엘리엇(Chris Elliott, 1960년 5월 31일 ~ )는 미국의 배우이다.

## 출연 작품
- 무서운 영화2
- 사랑의 블랙홀 - 래리 역
- 메리에겐 뭔가 특별한 것이 있다
- 클라라스 고스트 - 테드 레이놀즈 역